# Esratsimir de Kran
Esratsimir de Kran (en búlgaro: Срацимир) fue un noble búlgaro del siglo XIV, Sracimir fue el fundador de la dinastía Esratsimir, una rama de la dinastía Shishman. Sracimir se casó con Keratsa Petritsa, la hija del déspota Shishman de Vidin y de una hija no identificada de Ana (Teodora) Asenina y el sebastocrátor Pedro y por lo tanto una nieta del emperador Iván Asen II. Como resultado de este matrimonio Esratsimir recibió del emperador Teodoro Svetoslav el título de déspota de Kran en la actual Stara Zagora. Por su matrimonio con Keratsa Petritsa, Esratsimir tuvo cinco hijos:
- Iván Alejandro, que se convirtió en déspota de Lovech bajo el gobierno de su tío Miguel Shishman, y después en zar de Bulgaria.

- Helena, que se convirtió en reina y después en zarina como esposa del zar Esteban Dušan de Serbia.

- Juan, que se convirtió en déspota de Valona (en la costa adriática).

- Miguel, que sucedió a su padre como déspota de Kran.

- Teodora, que fue prometida a Juan V Paleólogo y luego a Nicéforo II Orsini de Epiro.